# Ema Jagodic
Ema Jagodic (Lubiana, 1989) è una modella slovena, incoronata Miss Universo Slovenia 2011 a Lubiana il 3 luglio 2011, dove è stata seleziona fra le sedici finaliste del concorso, ed ha ottenuto il diritto di rappresentare la Slovenia a Miss Universo.
La Jagodic, che è alta un metro e settantasei centimetri ha ottenuto il titolo alla conclusione della serata finale del concorso, dove si è classificata davanti a Ajda Sitar e Nataša Naneva, rispettivamente seconda e terza classificata. Al momento dell'elezione, Ema Jagodic era una studentessa presso l'università di Lubiana.
In qualità di rappresentante ufficiale della Slovenia, Ema Jagodic ha partecipato al concorso di bellezza internazionale Miss Universo 2011, che si è tenuto a San Paolo, in Brasile il 12 settembre 2011.